# 예캅필스시

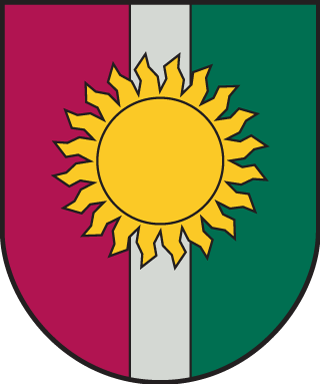
시 문장

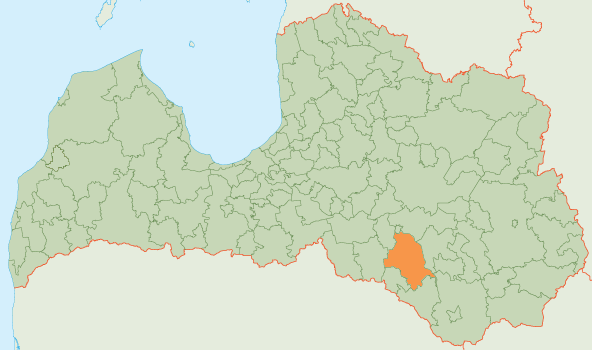
예캅필스 시의 위치

예캅필스시(라트비아어: Jēkabpils novads)는 라트비아의 지방 자치체로 행정 중심지는 예캅필스이며 면적은 906km2, 인구는 5,866명(2009년 기준), 인구 밀도는 6.5명/km2이다. 7개 교구를 관할한다. 행정 중심지인 예캅필스는 예캅필스 시에 속하지 않으며 독립된 도시로 존재한다.